# Festung Großraum Warschau

Die städtische Festungsanlage in Warschau (hier: „Twierdza Warszawa“) bildete mit der Festung in Modlin (hier: „Twierdza Modlin“) und der Festung Zegrze (hier: „Twierdza Zegrze“) die Eckpunkte der Gesamtbefestigung des Großraums Warschau

Die Festung Großraum Warschau (polnisch: Warszawski Rejon Umocniony; russisch: Варшавской укрепленной район, auch Weichsel-Narew-Waffenplatz oder befestigter Rayon von Warschau genannt) bezeichnet eine im 19. Jahrhundert großräumig geplante und teilweise angelegte Befestigung, die die Festungen von Warschau (Festung Warschau), Modlin (Festung Modlin, russischer Name: Nowogieorgiewsk) und Zegrze (Festung Zegrze) verbinden sollten. Die Gesamtanlage, die die Flüsse Narew und Weichsel einbezog, entsprach etwa einem Dreieck und wurde deshalb auch das „polnische Festungsdreieck“ (Polski Trójkąt) genannt. Zusammen mit den Festungen in Iwangorod (Festung Iwangorod) und Brest-Litowsk (Brester Festung) wurde das „große Festungsdreieck“ (auch „russisch-polnisches Festungsdreieck“ genannt) gebildet.
Zwischen den Festungen in Modlin und Zegrze wurde an der Narew das Fort Dębe errichtet. Entlang der geplanten Verteidigungslinie Linie Modlin-Warschau (an der Weichsel) sollte ein Fort in Łomianki entstehen. Der Bau wurde nicht realisiert. Die Ost-Flanke zwischen den Festungen Zegrze und Warschau sollte durch die Anlage von fünf weiteren Forts geschlossen werden. An Zegrze angelehnt sollten die Verteidigungsstellungen Beniaminów, Maciołki und Pustelniki entstehen, als Teil der Warschauer Festungsanlagen die Forts Kawęczyn und Wawer. Die Verteidigungsanlagen in Maciołki und Pustelniki wurden nie gebaut, die Forts Kawęczyn und Wawer existieren nicht mehr.
Bereits Napoleon plante in der Region die Errichtung einer starken Befestigung. Die Wiederaufnahme der Idee und deren teilweise Umsetzung erfolgte durch den Gouverneur des Weichsellandes Josef Wladimirowitsch Gurko. Im Jahr 1897 besuchte Zar Nikolaus II. die Festungsanlagen.